# Calinaga dubernardi
Calinaga dubernardi är en fjärilsart som beskrevs av Charles Oberthür 1920. Calinaga dubernardi ingår i släktet Calinaga och familjen praktfjärilar. Inga underarter finns listade i Catalogue of Life.